# Ajax HVA
L'Ajax Honkbalvereniging Amsterdam è stata una squadra di baseball olandese con sede ad Amsterdam, sezione sportiva dell’AFC Ajax.

## Storia
Fu membro fondatore dell’Hoofdklasse, il campionato nazionale di baseball che nacque nel 1922. Giocava nello stadio dell’OVVO ad Amsterdam-Oost. In due decenni diversi vinse quattro titoli. Dopo mezzo secolo di esistenza, nel 1972 l’Ajax decise di non finanziare più la sezione di baseball e lasciò i giocatori senza squadra. Essi trovarono allora la compagnia Luycks come sponsor e si unirono in seguito ai Giants Diemen per formare i Luycks Giants. Dal 1977 ebbero Uitzendburo Unique come nuovo sponsor e mutarono nome in Unique Giants, con cui giocarono fino almeno al 1980.
Johan Cruyff, celeberrimo calciatore, nei primi anni della sua carriera giocò anche nella squadra di baseball dell’Ajax nella stagione estiva, ricoprendo diversi ruoli.

## Palmarès
- Campionato olandese: 4

1924, 1928, 1942, 1948